# Faro de Cabo Machichaco
El faro de Cabo Machichaco es un faro situado en el cabo Machichaco, en Bermeo, en la provincia de Vizcaya, País Vasco, España. Está gestionado por la autoridad portuaria del Puerto de Bilbao.

## Historia
Fue inaugurado en 1852, situado en la punta del cabo de Machichaco. El 9 de diciembre de 1909 se reinauguró tras una reforma motivada por el mal estado de la óptica, construyéndose uno nuevo a 100 metros del antiguo. Fue electrificado en 1937, en 1954 se emitió una señal específica por onda larga y en 1963 se instaló una sirena en la torre para los días de niebla.
El faro posee anexado un observatorio de aves y cetáceos.